# 구삼국사
《구삼국사》(舊三國史)는 고려 초에 작성되었을 것으로 추정되는 역사서이다. 현재는 전하지 않는다.
본래 《삼국사》(三國史)라 하였다가 김부식(金富軾)의 《삼국사기》(三國史記)가 나온 뒤부터 ‘구(舊)’자를 덧붙인 것으로 보인다. 이규보가 《동명왕편》을 지을 때 이 책을 통해 고구려 동명성왕의 사적을 접하였다고 설명하였으며, 편찬 시기를 고려한다면 고구려를 중심으로 기술되었을 것으로 짐작된다.

## 같이 보기
- 삼국사기 (三國史記)